# 片山福十郎
片山 福十郎（かたやま ふくじゅうろう、1992年11月4日 - ）は、日本の声優、俳優。東京都出身。フラッシュアップ所属。
声優、俳優として活動するほか、邦楽囃子方名取「住田福十郎」として演奏活動も行っている。

## 来歴
2歳の頃より父である住田長十郎師に歌舞伎囃子の手解きを受け、18歳で歌舞伎囃子方住田流「住田福十郎」の名を許される。
以後、住田福十郎として数々の舞踊会、演奏会に出演。「ピンポン THE ANIMATION」の主役である星野裕（ペコ）役にオーディションで抜擢され、初の声優を務める。
2025年1月29日、自身のXアカウントにて結婚したことを報告。

## 人物
趣味は三味線、音楽鑑賞。特技は日本舞踊。

## 出演
太字はメインキャラクター。

### テレビアニメ
- ピンポン THE ANIMATION（2014年、ペコ / 星野裕）
- キュートランスフォーマー 帰ってきたコンボイの謎（2015年、ブルーストリーク[5]）
- おじゃる丸（2020年、イケメンA）
- ふしぎ駄菓子屋 銭天堂（2020年 - 2025年、墨丸[6]、金色の招き猫たち、守らニャイト、大村ジョン）

### 劇場アニメ
- アラーニェの虫籠（2018年、斎恩[7]）
- デジモンアドベンチャー LAST EVOLUTION 絆（2020年、本宮大輔[8]）
- 映画 ふしぎ駄菓子屋 銭天堂（2020年、墨丸[9]）
- 犬王（2022年、犬王の次兄）
- デジモンアドベンチャー02 THE BEGINNING（2023年、本宮大輔[10]）

### ゲーム
- 私のホストちゃんS（2014年、蒼太）

### CM
- PILOT（2011年）
- 東京メトロ（2011年）
- ハウス食品「とんがりコーン」と！と！と！だれかと篇（2012年）
- NHKオンデマンド広報スポット（2013年）

### 書籍
- 「DK 男子高校生〜夏〜」（2012年）

### 舞台
- ミュージカル「GANG〜がんばれ、タイガー!」（2011年）

### 広告
- ドラゴンクエストモンスターズ テリーのワンダーランド3D（2012年）
- 日清食品「カップヌードルおにぎり」（2012年）

### Web
- キャリアTV（2012年）
- KAI-YOU.net「渋卓で実現！『ピンポン』ペコ役・片山福十郎 vs アクマ役・木村昴の真剣勝負！」（2014年）[11]

### 雑誌
- De☆View 2014年5月号 Dreamer's Voice（P.59）（2014年4月1日発売）
- 別冊spoon.2Di vol.51『ピンポン』特集インタビューコーナー（P.66）（2014年4月28日発売）
- TVぴあ関東版 アニメEXPRESSコーナー「ピンポン」片山福十郎×内山昂輝対談（P.98-99）（2014年5月7日発売）
- 横浜ウォーカー 26年6月号「アニ散歩」（2014年5月20日発売）
- 声優グランプリ 6月号 第42回『声優未来予想図』コーナー（P.64-65）（2014年5月10日発売）
- 月刊アニメディア 2014年6月号（P.78）（2014年5月10日発売）
- PICT-UP ♯89 2014年8月号　〈A PIN-UP〉コーナー（P.5）（2014年6月18日発売）
- VOICE Newtype No.052 Let's ping pong!片山福十郎＆内山昂輝from「ピンポン」（P.70-75）（2014年6月23日発売）

### ラジオ
- ノイタミナラジオ「第134回:意外な経歴？片山福十郎くん登場！」（2014年4月10日配信）
- ノイタミナラジオ「第135回:新ジングルを作ろう！」（2014年4月17日配信）

### イベント
- 「ノイタミナ ラインナップ発表会2014〜10th Anniversary〜」ゲスト出演（2014年3月21日、ノイタミナショップ）
- AnimeJapan2014『アニメ「ピンポン」第1話試写＆トークイベント＠Anime Japan』（2014年3月23日、東京ビッグサイト）[12]
- 『アニメ「ピンポン」展〜湯浅政明の描く松本大洋「ピンポン」〜』トークイベント（2014年6月1日、タワーレコード渋谷店8F「SpaceHACHIKAI」）
- アニメ「ピンポン」展 Presents 爆弾ジョニー「唯一人」発売記念イベント　オープニングアクト（2014年6月8日、タワーレコード渋谷店）
- アニメ「ピンポン」展 Presents メレンゲ「僕らについて」発売記念イベント　オープニングアクト（2014年6月8日、タワーレコード渋谷店）